# Molema Island
Molema Island är en ö i Australien. Den ligger i delstaten Western Australia, omkring 1 900 kilometer nordost om delstatshuvudstaden Perth. Arean är 12,4 kvadratkilometer. Den sträcker sig 5,8 kilometer i nord-sydlig riktning, och 8,9 kilometer i öst-västlig riktning.
Savannklimat råder i trakten. Genomsnittlig årsnederbörd är 1 594 millimeter. Den regnigaste månaden är februari, med i genomsnitt 443 mm nederbörd, och den torraste är augusti, med 1 mm nederbörd.